# Клема
Вижте пояснителната страница за други значения на Клема.
Клема (от немски Klemme) е устройство за завиване и закачане на въже. Клемите се използват най-вече в корабоплаването.